# فیلم مستند
فیلم مستند (به انگلیسی: Documentary Film) به‌عنوان یکی از گونه‌های مهم و تأثیرگذار سینما، همواره نقش حیاتی در ثبت واقعیت، بازتاب حقایق اجتماعی و تاریخی، و همچنین شکل‌دهی به نگاه مخاطبان نسبت به جهان ایفا کرده است. برخلاف فیلم‌های داستانی که معمولاً بر پایه تخیل و روایت‌های ساختگی بنا شده‌اند، مستندها با تکیه بر واقعیت و مستندات عینی، سعی در ارائه تصویری اصیل و بی‌واسطه از زندگی، طبیعت، رویدادها و پدیده‌های گوناگون دارند. این گونه نه‌تنها ابزاری برای اطلاع‌رسانی و آموزش است، بلکه با به‌کارگیری زبان سینمایی و هنری، قادر است احساسات و تفکرات عمیق را نیز برانگیزد.
تاریخچه فیلم مستند به نخستین روزهای پیدایش سینما بازمی‌گردد، زمانی که برادران لومی‌یِر با فیلم‌های کوتاه خود، صحنه‌هایی از زندگی روزمره و اتفافات واقعی را به تصویر کشیدند. از آن زمان تاکنون، این گونه تحولات بسیاری را پشت سر گذاشته و سبک‌ها و زیرگونه‌های متنوعی در آن شکل گرفته‌اند؛ از مستندهای مشاهده‌ای و مشارکتی گرفته تا مستندهای شخصیت‌محور، تاریخی، سیاسی و طبیعت‌گرا. هرکدام از این گونه‌ها با روش‌های خاص خود، به کشف و نمایش ابعاد مختلف واقعیت می‌پردازند.
یکی از ویژگی‌های منحصربه‌فرد فیلم مستند، رابطه آن با حقیقت است. اگرچه مستندسازان همواره مدعی بازنمایی واقعیت هستند، اما باید در نظر داشت که هر فیلم مستند، به‌دلیل دخالت ذهنیت کارگردان، انتخاب موضوع، تدوین و سایر عناصر فیلمسازی، تا حدی تحت‌تأثیر نگاه شخصی سازنده قرار دارد. این مسئله بحث‌های جالبی را دربارهٔ مرز بین واقعیت و بازنمایی، بی‌طرفی و جانب‌داری، و همچنین اخلاقیات در فیلم مستند به وجود آورده است.

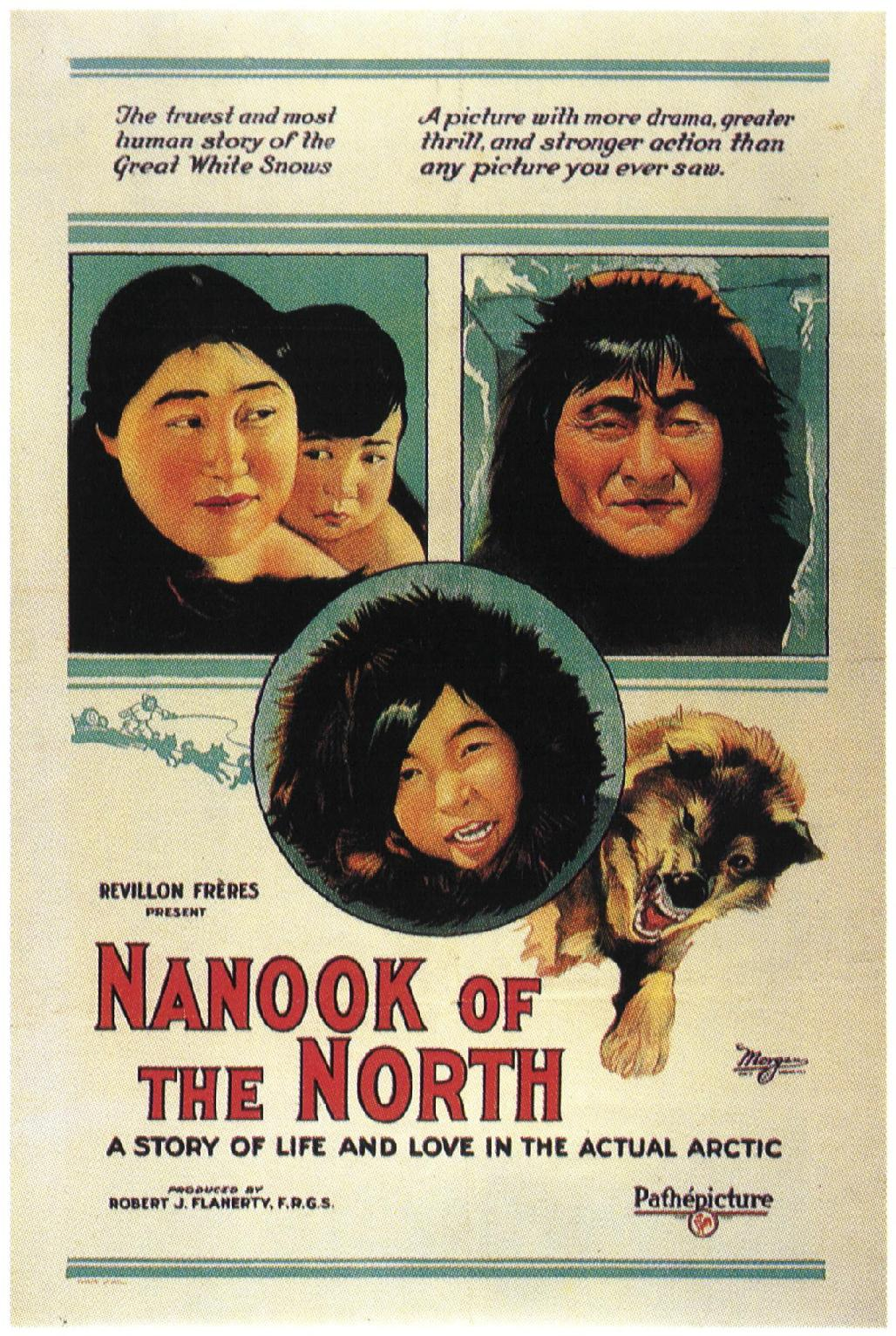
پوستر فیلم نانوک شمالی محصول سال ۱۹۲۲ میلادی/۰۱–۱۳۰۰ شمسی، از اولین نمونه‌های فیلم مستند، که به زندگی روزانه «نانوک»، یک شکارچی ساکن شمال کانادا می‌پردازد.

در دنیای امروز، با گسترش فناوری‌های جدید و دسترسی آسان به ابزارهای فیلمسازی، تولید فیلم مستند بیش از گذشته همگانی شده، و صدای افراد و جوامع بیشتری از طریق این رسانه به گوش می‌رسد. همچنین، با ظهور سکوهای رقمی و شبکه‌های اجتماعی، مستندها به شکل گسترده‌تری در اختیار مخاطبان قرار گرفته و گاه تأثیرات اجتماعی و فرهنگی عمیقی بر جای می‌گذارند.

## تعریف فیلم مستند
واژه انگلیسی «Documentary» به معنی «مستند»، اولین بار در نقدی بر فیلم رابرت فلاهرتی به اسم موآنا (۱۹۲۶) - که مورخ ۸ فوریه ۱۹۲۶ (۱۹ بهمن ۱۳۰۴) در روزنامه نیویورک سان منتشر شده بود - به کار رفت. این مطلب توسط جان گری‌یرسون مستندساز اسکاتلندی و با نام مستعار (Moviegoer = سینمارو) نگارش یافته بود.
قاعدهٔ کلی گِری‌یرسون در مورد فیلم مستند این بود که از پتانسیل نمایش زندگی در سینما می‌توان در قالب یک هنر جدید بهره‌برداری کرد؛ هنری که در آن، بازیگر «اصلی» و صحنهٔ «اصلی» نسبت به برابرهای خیالی‌شان، در شرح جهان جدید، راهنماهای بهتری محسوب می‌شوند و موادی که «این‌چنین در حالت خام گرفته شوند» واقعی‌تر از موادی خواهند بود که با بازی ساخته می‌شوند؛ از این جهت، دیدگاه وی را می‌توان با نظر ورتوف - که داستان‌های نمایشی را با اطلاق لقب «زواید بورژوایی» تحقیر می‌کرد - مقایسه کرد؛ هر چند که دیدگاه او ظرافت بیشتری دارد. تعریف گِری‌یرسون از فیلم مستند «مواجههٔ خلاقانه با مسلَمات» است که طرفدارانی هم دارد. این تعریف پرسش‌هایی در مورد مستندهایی که حاوی بازآفرینی و نمایش هستند را برمی‌انگیزد.
ژیگا ورتوف در مقالات خود از نمایش «زندگی همان‌طور که هست» (تصویربردای پنهانی از زندگی) و «گرفتن زندگی در حالت ناگهانی» (تحریک یا غافلگیر کردن توسط دوربین) بحث می‌کرد. برخی فیلم مستند را به عنوان «یک تکنیک فیلم‌سازی، یک سنت سینمایی، و شیوه‌ای از تقابل با مخاطب، که دائماً در حال تحول است، و هیچ مرزی نمی‌شناسد»، تعریف کرده‌اند. پار لورنتز فیلم مستند را «فیلمی واقعی با خصوصیات نمایشی» تعریف کرده است. دیگران بر این باورند که داشتن نظریه و یک پیام خاص در کنار واقعیاتی که فیلم مستند به نمایش می‌گذارد، آن را از سایر فیلم‌های غیرداستانی متمایز می‌سازد.

## تاریخچه

### پیش از سال ۱۹۰۰
بنا بر تعریف، اولین «تصاویر متحرک» را مستند نامیده‌اند؛ در این‌گونه فیلم‌ها یک منظره خاص، مانند ورود قطار به ایستگاه، یک کشتی در حال حرکت یا گروهی از مردم که از کار بازمی‌گشتند نمایش داده می‌شد. فیلم‌های اولیه (پیش از ۱۹۰۰) تحت تأثیر تازگی و جذابیت به تصویر کشیدن حوادث بودند. فیلم‌های کوتاه را فیلم‌های «واقعی» می‌نامیدند. قبل از آغاز قرن بیستم، در فیلم‌ها از داستان خبری نبود و دلیل اصلی آن مشکلات فنی بود: دوربین‌ها تنها زمان اندکی را به تصویر می‌کشیدند و مدت زمان بسیاری از فیلم‌های اولیه در حدود یک دقیقه بود.

### ۱۹۲۰–۱۹۰۰
در این دوره، فیلم‌های سفرنامهای بسیار رایج بودند که به فیلم‌های صحنه‌ای مشهور بودند.
یکی از اولین فیلم‌هایی که از مفهوم صحنه‌ای‌بودن خارج شد «در سرزمین شکارچیان سر» نام داشت که محصول سال ۱۹۱۴ و در آن بدویت و بیگانه‌پردازی در زندگی بومیان آمریکا به تصویر کشیده شده بود.
در همین دوره، فیلم‌های مستند فرانک هرلی دربارهٔ سفر وی به قطب جنوب در سال ۱۹۱۹ تولید شد. در این فیلم، داستان سفر ناموفق به قطب جنوب توسط ارنست شکلتون (در سال‌های ۱۹۱۴ تا ۱۹۱۶) به تصویر کشیده شده بود.

### سلاح‌های سیاسی
در دهه‌های ۱۹۶۰ و ۱۹۷۰ میلادی عموماً فیلم مستند به عنوان اسلحه‌ای بر ضد نواستعمارگری و نظام سرمایه‌داری تلقی می‌شد؛ این امر، مخصوصاً دربارهٔ آمریکای لاتین صادق بود؛ اما جامعه در حال دگرگونی کبک کانادا را نیز در بر می‌گرفت. فیلم مستند La Hora de los hornos (ساعت تنورها، از ۱۹۶۸) به کارگردانی اوکاتویو گتینو و فرناندو ای سولاناس، نسلی از فیلم‌سازران را تماماً تحت تأثیر خود قرار داد.

## سبک‌ها

### سبک رمانتیک
با معرفی فیلم «نانوک شمالی» ساخته رابرت فلاهرتی در سال ۱۹۲۲، فیلم مستند سبک هنری رمانتیک را تجربه کرد؛ فلاهِرتی تعدادی فیلم عاشقانه تهیه کرد که در اغلب آن‌ها زندگی، افراد در صد سال قبل را نشان می‌داد (برای نمونه در «نانوک شمالی» افراد برای تیراندازی به یک شیرماهی از فاصله نزدیک مجبور بودند از نیزه استفاده کنند که بسیار خطرناک بود).
فلاهِرتی در صحنه‌سازی خود از فناوری فهیم‌سازی آن زمان استفاده می‌کرد و برای مثال، یک کلبه اسکیمویی بدون سقف ساخت.
دومین فیلم مستند فلاهِرتی «ماونا» نام داشت که در سال ۱۹۲۶ ساخته شد. اولین بار اصطلاح «مستند» دربارهٔ چنین فیلم‌هایی در مراحل بررسی فیلم‌نامه‌های این فیلم استفاده شد که فیلم‌نامه‌نویس آن، جان گریسون - که با لقب سینمارو («The Moviegoer») در نیویورک سان کار می‌کرد - در ۸ فوریه ۱۹۲۶ آن را نوشت.

### سبک نیوزریل
نیوزریل یا اخبار جاری روز، یکی از روش‌های فیلم‌نامه‌نویسی مستند است که معمولاً بازخوانی وقایعی است که قبلاً اتفاق افتاده است و در آن، تلاشی برای بررسی موضوع در طی فرایند وجود ندارد؛ برای مثال، در اغلب صحنه‌های جنگ مربوط به قرن بیستم فیلم‌بردار پس از وقوع حادثه به صحنه می‌رسید و صحنه‌ها را بازسازی کرده و فیلمبرداری می‌نمود. سریال «چرا می‌جنگیم؟» ساخته فرانک کاپرا یک سریال نیوزریل بود که در ایالات متحده تهیه شد و هدف از ساخت آن متقاعد کردن افکار عمومی آمریکا برای پذیرش عواقب جنگ احتمالی بود.
در کانادا برد فیلم ملی کانادا که توسط جان گریرسون تأسیس شد تا هدف‌های تبلیغاتی دولت را دنبال کند. همچنین نیوزریل‌هایی تهیه شدند که دولت کانادا با استفاده از آن‌ها در برابر جنگ روانی آلمان نازی مقاومت می‌کرد. این نیوزریل توسط رابِرت گوبلز تهیه می‌شدند.

### سبک رئالیسم
سبک رئالیستی بر انسان در محیط ساخته خود وی تأکید دارد و فیلم‌های مشهور به سمفونی شهر مانند برلین: سمفونی یک شهر بزرگ و مردی با دوربین فیلم‌برداری در این سبک قرار می‌گیرند. در این فیلم‌ها انسان‌ها به عنوان محصول محیط اطراف خودشان ایفای نقش می‌کنند و فیلم کاملاً غیر مشخص و عام است.

### سبک تبلیغ‌گرایی
سبک تبلیغ‌گرایی، فیلم‌هایی را در بر می‌گیرد که با هدف تأثیرگذاری بر مخاطب ساخته می‌شوند. یکی از فیلم‌های تبلیغی مشهور فیلم پیروزی اراده ساخته لنی رفنشتایل است. فیلم "چرا می‌جنگیم؟" یک سریال نیوزریل تبلیغی است که به‌طور آشکارا در پاسخ به فیلم پیروزی اراده ساخته شده است و جنبه‌های مختلف جنگ جهانی دوم را به تصویر می‌کشد و هدف آن، ترغیب مخاطبان آمریکایی به حضور در جنگ است. این سریال به عنوان یکی از فیلم‌های مطرح، در موزه ملی فیلم ایالات متحده نگهداری می‌شود.

### فیلم‌های تلفیقی
پیدایش فیلم‌های تلفیقی پدیده تازه‌ای در صنعت فیلم مستند نبود و اولین بار در سال ۱۹۷۲ این نوع از فیلم در فیلم «سقوط سلسله رومانوف» به کارگردانی اسفیرشاب به دنیای سینما عرضه داشتند. از نمونه‌های جدیدتر می‌توان به فیلم «نقطه منظم» (۱۹۶۴) به کارگردانی امیل آنتونیو دربارهٔ شنیده‌های مک‌کارتی و «کافه اتمی» که خارج از قالب سینمایی به کار رفته در بقیه فیلم‌های آمریکایی که با تشعشعات هسته‌ای سرو کار دارند ساخته شده است (مثلاً به سربازان گفته می‌شد که در صورتی که چشم‌ها و دهان خود را ببندند تَشَعشُعات اتمی بر آن‌ها بی‌تأثیر هستند). در همین حین فیلم «آخرین سیگار» شهادت مدیران شرکت‌های تنباکو در کنگره آمریکا و تبلیغات مربوط به مزیت‌های استفاده از سیگار که در آرشیوها قرار دارد را در کنار یکدیگر قرار می‌دهد.

### فیلم‌های مستند مدرن
تحلیل گران بر این باورند که این نوع از فیلم‌ها در سینماها با استقبال زیادی روبه‌رو شده که از میان فیلم‌های مطرح مستند مدرن می‌توان به فارنهایت ۱۱/۹ و رژه پنگوئن‌ها اشاره کرد. این نوع از فیلم در مقایسه با فیلم‌های دراما به بودجه بسیار کمتری نیاز دارد؛ به همین دلیل، شرکت‌های فیلم‌سازی به این نوع از فیلم توجه زیادی دارند و از آن سود سرشاری را نصیب خود می‌کنند. فارنهایت ۱۱/۹ با فروش سینمایی معادل بیش از ۲۲۸ میلیون دلار و فروش بیش از ۳ میلیون DVD رکورد جدیدی را بر جای گذاشت.

## مستندهای حیات وحش
مستندهای حیات وحش یکی از انواع مستندها است که جذابیت بسیار زیادی در جهان دارد و علاقه‌مندان زیادی پیگیر این نوع مستند هستند. این نوع فیلم‌ها - با اینکه در زمره مستندها قرار می‌گیرند - به دلیل تفاوت اساسی با سایر مستندها در نوع ساخت، در زبان انگلیسی بیشتر با عنوان «فیلم حیات وحش» (Wildlife Film) شناخته می‌شوند؛ زیرا از لحاظ ساخت، بیشتر به فیلم‌های سینمایی داستانی شبیه هستند تا مستندهای سیاسی یا اجتماعی

## پی‌نوشت
1. ↑  (به انگلیسی: Digital Platform)
2. ↑  Nichols, Bill. 'Foreword', in Barry Keith Grant and Jeannette Sloniowski (eds.) Documenting The Documentary: Close Readings of Documentary Film and Video. Detroit: Wayne State University Press, 1997
3. ↑  «Pare Lorentz Film Library - FDR and Film». بایگانی‌شده از اصلی در ۲۴ ژوئیه ۲۰۱۱. دریافت‌شده در ۲۴ اکتبر ۲۰۱۰.
4. ↑  ««Paranoia for Fun and Profit: How Disney and Michael Moore cleaned up on Fahrenheit ۹/۱۱»». Slate. مه ۳, ۲۰۰۵.

- ویکی‌پدیای انگلیسی